# Colveston
Colveston var en civil parish fram till 1935 när den uppgick i civil parish Didlington, i grevskapet Norfolk i England. Civil parish var belägen 9 km från Swaffham och hade 33 invånare år 1931. Byn nämndes i Domedagsboken (Domesday Book) år 1086, och kallades då Covestuna.